# Barre des tâches
 (septembre 2015).
En informatique, la barre des tâches est un élément du bureau d'une interface graphique. Elle a plusieurs utilités, dont celle de lancer des programmes et de lister ceux en cours d'exécution.
Le design et les caractéristiques de la barre varient en fonction des systèmes d'exploitation. Elle a généralement la forme d'une bande située sur un des bords de l'écran. Sur la barre, se trouvent des icônes permettant d'accéder aux fenêtres des programmes en cours d'exécution.

## Microsoft Windows
La barre des tâches a fait son apparition dès Windows 1.0, la première version du système, mais a disparu dans Windows 2.x, la seconde version. Il a fallu attendre la sortie de Windows 95 pour la voir réapparaître.
Avec la sortie de Windows Vista, puis de Windows 7, la barre des tâches a connu quelques changements. Premièrement le bouton "Démarrer" a cédé sa place à un nouveau bouton circulaire avec le logo de Windows sans inscription. Et avec Windows 7, les boutons des applications ouvertes sont par défaut de forme carrée, représentant uniquement l’icône du programme. Les dimensions de la barre des tâches ont été, pour l'occasion, revues à la hausse.
On retrouve le même bouton dans les applications de Microsoft Office 2007, sauf que le logo Windows est remplacé par celui d'Office.
Dans Windows XP et Windows Vista, en allant de gauche à droite, la barre est composée des éléments suivants :
- le menu démarrer est composé de menus et d'entrées qui permettent d'accéder aux programmes, documents et paramètres de l'ordinateur ;
- la barre de lancement rapide n'était pas présente dès la sortie de Windows 95, elle a fait son apparition avec la version 4 d'Internet Explorer. Elle contient quelques icônes vers des programmes qui peuvent ainsi être rapidement lancés d'un simple clic sur ces dernières. Par défaut, on y retrouve une icône pour afficher le bureau et démarrer Internet Explorer. Elle peut être affichée ou non, elle est d'ailleurs absente par défaut avec Windows XP ;
- la zone centrale de la barre permet de voir quels sont les programmes qui sont actuellement exécutés. Elle permet principalement de passer d'un programme à un autre ;
- une zone de notification (également appelée system tray ou systray) où l'on peut y retrouver, complètement à droite, une horloge qui indique l'heure et la date. Sur sa gauche, se placnt des logiciels qui sont à l'état d'exécution comme MSN Messenger, un logiciel anti-virus. Ces logiciels sont placés dans cette zone plutôt que dans la zone centrale car ils sont susceptibles de rester en exécution en tâche de fond pendant toute la durée d'utilisation de l'ordinateur. De cette manière ils n'encombrent pas inutilement la zone centrale.

Dans Windows 7, la zone de lancement rapide et la zone centrale sont fusionnées par défaut. Quand on lance une application qui possède déjà une icône de lancement rapide présente dans la barre, il n’y a pas de nouveau bouton qui apparaît dans l’espace libre qui serait l’équivalent de la zone centrale : c’est l’icône déjà présente qui devient alors le bouton permettant d’afficher la(les) fenêtre(s) de l’application en question. Par défaut, si plusieurs fenêtres de la même application sont ouvertes, il n’y a toujours qu’une seule icône présente dans la barre des tâches, et un survol de cette icône par le pointeur de la souris permet d’afficher un aperçu du contenu de ces fenêtres.

## GNOME
Dans Gnome (s'agissant des versions antérieures à la 3.0), la barre des tâches est un élément moins central que sous Windows, en effet, elle n'existe pas en tant que telle, c'est seulement un élément que l'on peut rajouter et déplacer sur n'importe quel tableau de bord du bureau Gnome. Cet élément est appelé Liste des fenêtres et peut être placé plusieurs fois sur plusieurs barres. Il est également possible de supprimer complètement cet élément, mais il devient alors difficile de se retrouver parmi les fenêtres ouvertes pour un utilisateur habitué aux interfaces graphiques, mais on peut de toutes façons utiliser la combinaison Alt + Tab pour basculer entre les diverses applications.
Cette Liste des fenêtres peut être configurée de sorte qu'elle regroupe ou non les différentes fenêtres de même type, ou alors qu'elle affiche ou non les fenêtres de tous les bureaux virtuels.

## KDE
Sous KDE, la barre des tâches est appelée Tableau de bord. Par défaut, elle se situe en bas de l'écran, à la manière de celle de Windows, et est composée des éléments suivants, de gauche à droite :
- Le Menu K : ce menu regroupe les applications installées, classées par catégories (Internet, Graphisme, Jeux…).
- On peut parfois y trouver un bouton permettant d'accéder à des endroits importants du système, tels que le dossier personnel ou encore les médias de stockage ainsi qu'un bouton d'accès rapide au bureau. Ces 2 boutons sont toujours affichés par défaut.
- Le lanceur d'applications : cet élément ressemble à la barre de lancement rapide sous Windows et permet de placer des raccourcis vers ses applications préférées. Il peut être configuré pour afficher automatiquement les applications les plus utilisées.
- La zone où sont affichées les applications actuellement lancées.
- Les bureaux
- La zone de notification.
- L'horloge, qui affiche la date et l'heure.
- Éventuellement par défaut l'icône de la corbeille, selon la distribution Linux.

## XFCE
La barre des tâches est un élément que l'on peut choisir de mettre ou non au sein de la barre dit tableau de bord. Il y a 2 tableaux de bords lors du premier démarrage par un nouvel utilisateur du système. une réduite en bas et une prenant toute la longueur en haut. Elles contiennent un menu comportant l'ensemble des applications, un menu de connexion/déconnexion de l'utilisateur et arrêter/redémarrage/mise en veille ou hibernation de l'ordinateur, ainsi qu'une horloge/calendrier et une zone de notification comportant par défaut les éléments de connectivité réseau, contrôle du volume, selon les systèmes, le gestionnaire d'application et de mises à jour, ainsi que la gestion de langues d'iBus si celui-ci est installé.